# Вальстрона
Вальстрона (итал. Valstrona) — коммуна в Италии, располагается в регионе Пьемонт, в провинции Вербано-Кузьо-Оссола.
Население составляет 1269 человек (2008 г.), плотность населения составляет 26 чел./км². Занимает площадь 48 км². Почтовый индекс — 28897. Телефонный код — 0323.
Покровителем коммуны почитается святой Иосиф, празднование 19 марта.

## Демография
Динамика населения:

## Администрация коммуны
- Официальный сайт: http://www.comune.valstrona.vb.it